# Принцип Сен-Венана
Принцип Сен-Венана  — в теории упругости — положение, согласно которому уравновешенная система сил, приложенная к некоторой части твёрдого тела, вызывает в нём появление неравномерности распределения напряжений, которая быстро уменьшается по мере удаления от этой части. На расстояниях, больших максимального линейного размера зоны приложения нагрузок, неравномерность распределения напряжения и деформации оказываются пренебрежительно малыми. Сформулирован Сен-Венаном в 1855 году. Строгого доказательства этого принципа для общего случая нет, однако он подтверждается экспериментом, численными методами решения задач и строгими аналитическими решениями частных случаев.

Демонстрация принципа Сен-Венана

В сопротивлении материалов этот принцип формулируется так: в сечениях, достаточно удалённых от мест приложения нагрузки, деформация тела не зависит от конкретного способа нагрузки и определяется лишь статическим эквивалентом нагрузки. Таким образом, этот принцип позволяет одни граничные условия (действующие силы) заменять другими (удобными для статичного расчёта) при условии, что равнодействующая и главный момент новой заданной системы сил не изменяется. Принцип используется также и при упругопластической деформации.
Иллюстрацией принципа Сен-Венана является приведённый рисунок. На примере стержня, растягиваемого точечно приложенными на обоих концах усилиями, видно, что в непосредственной близости от точек приложения распределение напряжений близко к рассмотренному характеру нагрузки. На достаточном расстоянии от концов распределение напряжений по сечению приближается к равномерному.
Принцип Сен-Венана освобождает от необходимости рассмотрения большого количества возможных вариантов статически эквивалентных нагрузок. В то же время вопрос о напряжениях и деформации поблизости точек приложения нагрузок остаётся открытым. Задачи подобного вида рассматриваются в специальных дисциплинах.
Равномерность распределения напряжений нарушается возле отверстий, в местах изменения формы или размеров сечения. Поблизости от таких мест наблюдается концентрация напряжений.